# Кирило III Константинопольський
Кирило III (так званий «Спанос») — Патріарх Константинопольський протягом двох коротких періодів часу, у 1652 і 1654 роках.

## Біографічні дані
На думку одних, він походив із Ксанті, на думку інших із Румелі. Спочатку він був митрополитом Коринфа, але був скинутий Патріархом Кирилом II. Потім він силою захопив митрополію Філіппополь, а потім митрополію Тирново, а також намагався зайняти митрополію Халкідонос. Він був сварливим, змовницьким та інтриганським і постійно створював проблеми, як у митрополіях, куди він ходив, так і у Вселенському Патріархаті.
Вперше він став патріархом у травні 1652 року, але пробув на престолі лише кілька днів. У березні 1654 року він знову зайняв престол і пробув на ньому чотирнадцять днів. Обидва рази він став Патріархом самовільно, з грошима та інтригами. Обидва часи були короткими і протягом їхнього часу не збирався ні Синод, ні рішення не приймалося. Обидва рази його понизили в сан ченців і заслали на Кіпр. Фінансові збитки, завдані ним Патріархату, намагався відшкодувати його наступник Паїсій шляхом надзвичайного стягнення золотого флорина з кожного священика.

## Виноски та посилання

### Виноски
1. ↑  (...) χρηματίσας πρῶτον μητροπολίτης Κορίνθου, οὐ πολύ το ἐν μέσῳ καί βορβόρῳ τῶν παθῶν ἐμπαγείς, καθαιρέσει νομίμῳ καθυπεβλήθη παρά τῆς Ἐκκλησίας, πατριαρχεύοντος τοῦ μακαρίτου γέροντος κυρ-Κυρίλλου[2] (…)
2. ↑  (...) καί μάλιστα τῆς δυστυχοῦς ἐπιβασίας κατά τοῦ ἐν μακαρίᾳ τῇ μνήμῃ μητροπολίτου Χαλκηδόνος κυρ-Παχωμίου εἰσπηδήσας[2] (…)
3. ↑  (...) Κύριλλος δέ αὖθίς τε πολλῇ βίᾳ χρυσίου τόν θρόνον πάλιν ἥρπασε[2] (…)